# Освалдо Веллозо де Баррос
Освалдо Велозо де Баррос (25 серпня 1908, Корумба — 8 серпня 1996, Ріо-де-Жанейро) — бразильський футболіст. Воротар збірної Бразилії на чемпіонаті світу 1930.